# فرودگاه سامبرا
فرودگاه سومبرگ (به انگلیسی: Sumburgh Airport) یک فرودگاه همگانی با کد یاتا LSI است که یک باند فرود آسفالت دارد و طول باند آن ۱۴۲۶ متر است. این فرودگاه در شهر شتلند کشور اسکاتلند قرار دارد و در ارتفاع ۷ متری از سطح دریا واقع شده‌است.

## شرکت‌های هواپیمایی و مقصدهای پروازی
| شرکت‌های هواپیمایی                | مقصدهای پروازی |
| -------------------------------- | --- |
| برگن ایر ترانسپورت               | فلسلند برگن |
| Directflight                     | فصلی: فیرآیل |
| فلای‌بی اجرا توسط Eastern Airways | آبردین، ادینبرو، گلاسگو (all begin ۱ سپتامبر ۲۰۱۷)                                                                     |
| فلای‌بی اجرا توسط Loganair        | آبردین، ادینبرو، گلاسگو، اینورنس، کرکوال، منچستر (all end ۳۱ اوت ۲۰۱۷) فصلی: فلسلند برگن (پایان در ۳۱ اوت ۲۰۱۷)        |
| Loganair                         | آبردین، ادینبرو، گلاسگو، اینورنس، کرکوال، منچستر (all begin ۱ سپتامبر ۲۰۱۷) فصلی: فلسلند برگن (آغاز از ۱ سپتامبر ۲۰۱۷) |

### Other tenants
- Maritime and Coastguard Agency (Her Majesty's Coastguard)
- بریستوو هلی‌کوپترز
- بوند آفشور هلی‌کوپترز (SAR and crew change operations)